# ドラゴンの年
『ドラゴンの年』（The Year of the Dragon）は、フィリップ・スパークが作曲した3楽章からなるブラスバンド曲。後に作曲者スパーク自身により吹奏楽編成へも編曲されている。

## 概要
ウェールズのブラスバンド、コーリー・バンド（Cory Band）の創立100周年記念委嘱作品として、ウェールズ芸術カウンシル（Welsh Arts Council）の基金を得て作曲され、1984年6月2日にカーディフのセント・デイヴィッド・ホール（St David's Hall）で行われたコーリー・バンド100周年記念演奏会で、H・アーサー・ケニー少佐（Major H. Arthur Kenney）の指揮により初演された。1986年にはカーディフで開催されたヨーロッパ・ブラスバンド選手権大会（European Brass Band Championships）の選手権部門（Championship section）の課題曲にも選ばれている。
タイトルは、ウェールズの国旗にも描かれ、ウェールズのシンボルとも言える赤い竜にちなんでいる。元々は4曲構成で作曲されたが、最終的に第1曲が割愛され、残る3曲からなる組曲として発表された。演奏時間は約13分。
楽譜は1985年にイギリスのステュディオ・ミュージック（Studio Music）から出版された。

## 日本での受容史
1989年に東京佼成ウインドオーケストラがヨーロッパ演奏旅行を行った際、吹奏楽版の世界初録音を行っている。
2022年の第70回全日本吹奏楽コンクール中学生の部において、仙台市立向陽台中学校、山形市立第六中学校、北上市立上野中学校、鹿児島市立武岡中学校の4校が演奏し、全国大会代表となった。これは、SNSでトレンド入りするなど話題となった。

## 編成
英国式ブラスバンドの使用楽器・編成に基づく。

### 吹奏楽版

#### 1985年版
| 木管 | 木管                 | 金管  | 金管     | 弦・打 | 弦・打 |
| ---- | -------------------- | ----- | -------- | ------ | ------ |
| Fl.  | 2, Picc.             | Crnt. | 3, Tp. 2 | Cb.    |        |
| Ob.  | 2 (CA持ち替え)       | Hr.   | 4        | Timp.  | ●      |
| Fg.  | 2                    | Tbn.  | 3        | 他     | ●      |
| Cl.  | 3, E♭, Alto, Bass    | Eup.  | ●        | 他     | ●      |
| Sax. | Alt. 2 Ten. 1 Bar. 1 | Tub.  | ●        | 他     | ●      |

#### 2017年版
| 木管 | 木管                        | 金管 | 金管       | 弦・打 | 弦・打 |
| ---- | --------------------------- | ---- | ---------- | ------ | ------ |
| Fl.  | 2, Picc. 1 (Fl持ち替え)     | Tp.  | 4，E♭      | Cb.    | 1      |
| Ob.  | 2, C.A.                     | Hr.  | 4          | Timp.  | 1      |
| Fg.  | 2, Cfg.                     | Tbn. | 3          | 他     | 4      |
| Cl.  | 3, E♭, Alto, Bass, C-Bass   | Eup. | (div.)，B♭ | 他     | 4      |
| Sax. | Sop. 1 Alt. 1 Ten. 1 Bar. 1 | Tub. | (div.)     | 他     | 4      |

## 構成
続けて演奏される3曲からなる。
1. トッカータ（Toccata）
Molto allegro, con malizia (♩=168)
スネアドラムにリードされた16分音符のリズムによる不気味なサウンドで始まり、舞曲風な部分を経て消えるように終わる。
2. 間奏曲（Interlude）
Con moto (♩=72) ma rall.
物憂いトロンボーンの独奏をフィーチャーし、中間部ではテュッティによる美しいコラールが聞かれる。再びトロンボーンの独奏に戻り、静かに第3曲へと続く。
3. 終曲（Finale）
Molto vivace (♩=138)
16分音符による細かいパッセージを伴う衝撃的なテュッティで開始され、圧倒的なフィナーレへと突き進む。

## エピソード
2017年にフィリップ・スパークに行われたインタビューで、『ドラゴンの年』が最高傑作とされていることについてどう思うかと尋ねられると、「この作品が書かれたのは33年前で、それ以来、私の作曲は大きく進化してきている。その時よりも、もっと深い作品を書いてきたことは間違いありません。少なくとも私はそう願っています」と答えた。